# Myiopharus hyalinipennis
Myiopharus hyalinipennis là một loài ruồi trong họ Tachinidae.